# Jewgeni Walerjewitsch Charin
Jewgeni Walerjewitsch Charin (russisch Евгений Валерьевич Харин; * 11. Juni 1995 in Tallinn, Estland) ist ein russischer Fußballspieler.

## Karriere

### Verein
Charin begann seine Karriere bei Maardu Linnameeskond. Zur Saison 2010 wechselte er zum FC Ajax Lasnamäe. Zur Saison 2011 kam er in die Jugend des FC Infonet Tallinn. Im September 2011 debütierte er für die erste Mannschaft von Infonet in der Esiliiga. In der Saison 2011 kam er insgesamt zweimal in der zweithöchsten estnischen Spielklasse zum Einsatz. In der Saison 2012 absolvierte der Flügelspieler 34 Zweitligapartien, in denen er acht Tore erzielte, und stieg mit Infonet zu Saisonende in die Meistriliiga auf. In seiner ersten Spielzeit in der höchsten estnischen Spielklasse kam Charin zu 29 Einsätzen, in denen er zwei Tore erzielte.
In fünf Saisonen mit Infonet in der Meistriliiga kam er insgesamt zu 146 Einsätzen, in denen er 42 Tore erzielte. Mit Infonet wurde er 2016 auch estnischer Meister. Nach der Saison 2017 ging der Verein im Stadtrivalen FC Levadia Tallinn auf, woraufhin sich Charin zur Saison 2018 auch Levadia anschloss. Für Levadia kam der zu 19 Einsätzen, ehe er im August 2018 nach Russland zu Achmat Grosny wechselte.
In seiner ersten Saison in der Premjer-Liga kam er jedoch nur zweimal für die Tschetschenen zum Einsatz. In der Saison 2019/20 konnte er sich schließlich auf der Linken Außenbahn durchsetzen und kam zu 22 Saisoneinsätzen in Russlands höchster Spielklasse.

### Nationalmannschaft
Charin debütierte im Oktober 2023 in einem Testspiel gegen Kamerun für die russische Nationalmannschaft.